# Stadtteilschule

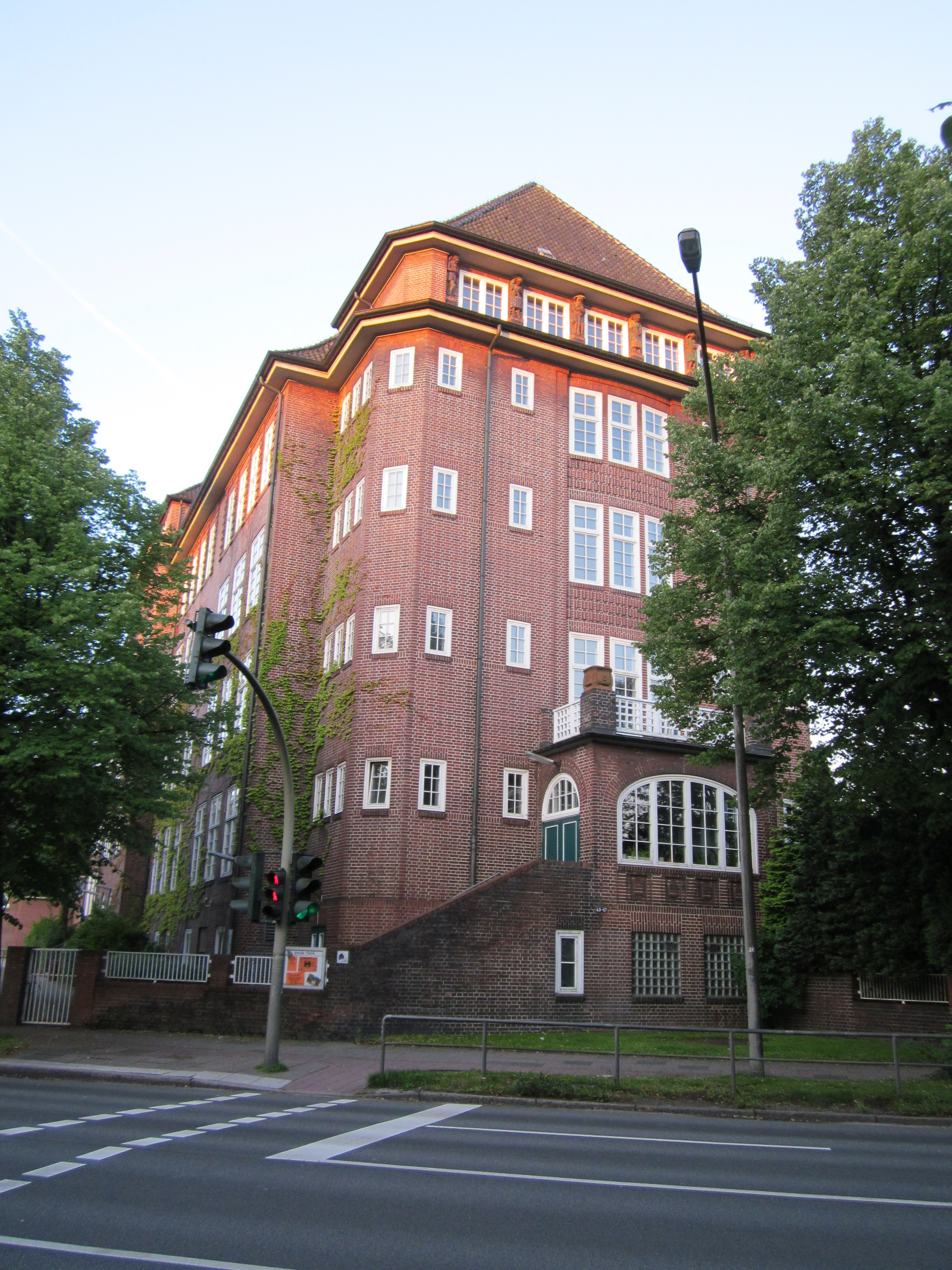
Aus der Grund-, Haupt- und Realschule Tieloh in Barmbek-Nord wurde einer der drei Standorte der Stadtteilschule Barmbek.

Die Stadtteilschule ist eine Schulform, die zum 1. August 2010  mit der Schulreform in Hamburg als Teil des Zwei-Säulen-Modells eingeführt wurde und erstmals in Deutschland Hauptschule, Realschule und Gesamtschule ersetzt. Entsprechend den drei Bildungsgängen gibt es verschiedene Benotungssysteme: G-Noten und E-Noten (für grundlegend und erweitert).
Nach der vierten Klasse können die Eltern unabhängig von der Lehrerempfehlung entscheiden, ob ein Kind als weiterführende Schule das Gymnasium oder die Stadtteilschule besuchen soll. An beiden Schulformen sind die Schulabschlüsse ESA, MSA und Abitur möglich. Am achtstufigen Gymnasium wird das Abitur nach der 12. Klasse abgelegt, an der neunstufigen Stadtteilschule nach der 13. Klasse.
Ziel ist es, die Zahl der jungen Menschen mit Hochschulreife in Hamburg auf den Standard im internationalen Vergleich zu erhöhen. Die Stadtteilschule geht zurück auf Pläne der Hamburger CDU aus dem Jahr 2007 und ist eine zentrale Forderung der Enquete-Kommission „Konsequenzen der neuen PISA-Studie für Hamburgs Schulentwicklung“ der Hamburgischen Bürgerschaft (siehe Bürgerschafts-Drucksache 18/6000).
Eine Stadtteilschule in Langform hat auch eine Grundschulabteilung.
So genannte Campus-Stadtteilschulen  sind Mischformen beider Schulformen. An ihnen gibt es sowohl gymnasiale Klassen (gymnasialer Stundenplan, Abitur nach acht Jahren) als auch Stadtteilschulklassen (Stundenplan der Stadtteilschulen, Abitur nach neun Jahren). Der Begriff „Campus-Stadtteilschule“ wurde im Schulentwicklungsplan 2019 genannt, ist bislang aber noch nicht im Schulgesetz verankert (Stand 2020). Bislang wurden sie „Stadtteilschule mit gymnasialem Zweig“ (siehe z. B. Heinrich-Hertz-Schule) genannt.
In anderen Bundesländern ist der Begriff Stadtteilschule gebräuchlich für Kooperative Gesamtschulen oder einen Teil einer Gesamtschule. Die Oberschule in Bremen hat ein sehr ähnliches Konzept.